# Albstadt-Frauen-Etappenrennen
L'Albstadt-Frauen-Etappenrennen, littéralement « Course par étapes féminine d'Albstadt », est une course cycliste sur route féminine par étapes créée en 2000. Depuis 2016, elle est réservée aux coureuses juniors (moins de 19 ans). Elle se déroule à Albstadt dans le Bade-Wurtemberg et est classée 2.2 au calendrier international féminin UCI entre 2007 et 2009. Entre 2010 et 2015, elle fait partie du calendrier national allemand. Le directeur de course est Ulrich Bock.
La compétition fait partie de la Coupe d'Allemagne de cyclisme sur route entre 2007 et 2009.
En 2016, pour sa dernière édition, elle est réservée aux coureuses juniors (17/18 ans et fait partie de la Coupe des Nations Femmes Juniors.

## Palmarès
| Année   | Vainqueur         | Deuxième                | Troisième         |
| ------- | ----------------- | ----------------------- | ----------------- |
| Êlites  |                   |                         |                   |
| 2000    | Kerstin Scheitle  | Jacinta Coleman         | Regina Schleicher |
| 2001    | Tanja Hennes      | Jenny Algelid-Bengtsson | Alexandra Nöhles  |
| 2002    | Tina Liebig       | Tanja Hennes            | Claudia Stumpf    |
| 2003    | Irene Hofstetter  | Hanka Kupfernagel       | Priska Doppmann   |
| 2004    | Monika Furrer     | Liane Bahler            | Andrea Graus      |
| 2005    | Nicole Brändli    | Noemi Cantele           | Claudia Stumpf    |
| 2006    | Trixi Worrack     | Tina Liebig             | Birgit Söllner    |
| 2007    | Trixi Worrack     | Andrea Graus            | Nicole Brändli    |
| 2008    | Trixi Worrack     | Charlotte Becker        | Angela Hennig     |
| 2009    | Charlotte Becker  | Lisa Brennauer          | Jennie Stenerhag  |
| 2010    | Hanka Kupfernagel | Stephanie Pohl          | Esther Fennel     |
| 2011    | Hanka Kupfernagel | Birgit Söllner          | Stephanie Pohl    |
| 2012    | Hanka Kupfernagel | Hanna Amend             | Esther Fennel     |
| 2013    | Hanka Kupfernagel | Esther Fennel           | Beate Zanner      |
| 2014    | Reta Trotmann     | Lucy Coldwell           | Ines Klok         |
| 2015    | Hanka Kupfernagel | Clara Koppenburg        | Beate Zanner      |
| Juniors |                   |                         |                   |
| 2016    | Juliette Labous   | Karlijn Swinkels        | Susanne Andersen  |